# We Need Love
Albums de STAYC
Young-Luv.com
(2022) Teddy Bear
(2023)
Singles
1. Beautiful Monster
Sortie : 19 juillet 2022

We Need Love est le troisième album single du girl group sud-coréen STAYC. Il est publié le 19 juillet 2022 par High Up Entertainment et comprend quatre titres, dont le single Beautiful Monster.

## Contexte de sortie
Le 30 juin 2022, High Up Entertainment annonce que STAYC sortira un nouvel album en juillet 2022. Un jour plus tard, STAYC annonce la sortie de son troisième album intitulé We Need Love pour le 19 juillet. Le 5 juillet, le teaser de l'album fut mis en ligne, suivie du programme promotionnel le lendemain. Le 15 juillet, un teaser vidéo reprenant la mélodie du refrain, avec comme le premier single Beautiful Monster. Trois jours plus tard, le teaser du clip de Beautiful Monster sort.

## Critiques
Tanu I. Raj de NME déclare que « We Need Love joue la carte de la sécurité et laisse beaucoup à désirer dans l'ensemble » car l'album « manque de l'aspect expérimental dont STAYC est devenu synonyme [et] de la complexité de l'histoire qu'elles [ont] construite ». Dans l'ensemble, il estime que « We Need Love est un album d'été approprié dans le sens où son souvenir ne persistera pas jusqu'à la prochaine [saison ».

## Promotion
Avant la sortie de l'album, STAYC organise un showcase en direct pour présenter l'album et communiquer avec ses fans.

## Liste des pistes
Toutes les paroles sont écrites par Black Eyed Pilseung et Jeon Goon.
| 1.    | Beautiful Monster | - Black Eyed Pilseung - Flyt             | - Rado - Flyt | 3:00 |
| 2.    | I Like It         | - Black Eyed Pilseung - Jeon Goon        | Rado          | 2:38 |
| 3.    | Love              | - Black Eyed Pilseung - Flyt             | Flyt          | 3:06 |
| 4.    | Run2U (Tak remix) | - Black Eyed Pilseung - Jeon Goon - Flyt | Tak           | 3:31 |
| 12:15 |                   |                                          |               |      |

## Crédits de l'album
Crédits adaptés des notes de pochette de l'album.
Studios
- Ingrid Studio – enregistrement, montage numérique (toutes les pistes)
- Vanguard Town - montage numérique (pistes 1–2)
- Koko Sound Studio – mixage (toutes les pistes)
- The Mastering Place – mastering (pistes 1, 4)
- Metropolis Mastering Studios - mastering (pistes 2–3)

Personnel
- STAYC (Sumin, Sieun, Isa, Seeun, Yoon, J) – chant, chœurs (toutes les pistes)}
- Ashley Alisha - chœurs (pistes 1–3)
- STAYC (Sieun) – chœurs (piste 4)
- Flyt – chœurs (piste 4), arrangements (pistes 1, 3), basse (pistes 1, 3), batterie (piste 3), clavier (piste 3), production (pistes 1, 3–4)
- Black Eyed Pilseung - paroles, composition, production (toutes les pistes)
- Jeon Goon - paroles, composition, production (toutes les pistes)
- Rado – arrangement (piste 1), batterie (pistes 1–2), clavier (piste 2), guitare (piste 2), édition numérique (pistes 1–2)
- Tak – batterie, clavier, basse (piste 4)
- Jeong Eun-kyung - enregistrement, montage numérique (toutes les pistes)
- Yang Young-eun - enregistrement (piste 1)
- Drk – mixage (toutes les pistes)
- Kim Jun-sang - mixage (assistant) (toutes les pistes)
- Ji Min-woo - mixage (assistant) (toutes les pistes)
- On Seong-yoon – mixage (assistant) (toutes les pistes)
- Kim Joon-young - mixage (assistant) (toutes les pistes)
- Dave Kutch – mastering (pistes 1, 4)
- Stuart Hawkes - mastering (pistes 2–3)

## Classements
| Classement (2022)     | Meilleure position |
| --------------------- | ------------------ |
| Corée du Sud (Circle) | 2                  |

| Classement (2022)     | Meilleure position |
| --------------------- | ------------------ |
| Corée du Sud (Circle) | 10                 |

| Classement (2022)     | Meilleure position |
| --------------------- | ------------------ |
| Corée du Sud (Circle) | 53                 |

## Certifications et ventes
| Pays              | Ventes   | Certifications |
| ----------------- | -------- | -------------- |
| Corée du Sud KMCA | 261 827, | Platine        |

## Historique des versions
| Région       | Date            | Format                       | Label             |
| ------------ | --------------- | ---------------------------- | ----------------- |
| Corée du Sud | 19 juillet 2022 | CD                           | - High Up - Kakao |
| Monde        | 19 juillet 2022 | - Téléchargement - Streaming | - High Up - Kakao |